# Oleg Antonow
Oleg Konstantinowicz Antonow (ros. Олег Константинович Антонов; ur. 25 stycznia?/7 lutego 1906 w Troicy koło Moskwy, zm. 4 kwietnia 1984 w Kijowie) – radziecki konstruktor lotniczy, Bohater Pracy Socjalistycznej (1966), akademik Akademii Nauk ZSRR.

## Życiorys
Swój pierwszy szybowiec „Gołub” (tłum. 'gołąb') zbudował w 1924 r. razem z grupą kolegów z Technikum Przemysłowego w Saratowie. Maszyna została zaprezentowana na II Wszechzwiązkowych Próbach Szybowcowych na Krymie. Dwa lata później został studentem Instytutu Politechnicznego w Leningradzie. Kontynuował projektowanie szybowców, a po ukończeniu studiów w 1930 r. podjął pracę w nowej Moskiewskiej Fabryce Szybowców, gdzie w 1933 r. został głównym konstruktorem. Do momentu odejścia z fabryki zaprojektował 36 szybowców, z których najważniejszymi były: „Standard”, „Upar” i seria Rot Front. Jednocześnie od 1931 r. pełnił funkcję dyrektora technicznego w Wyższej Szkole Lotniczo-Szybowcowej w Koktebelu. Prowadził również prace nad motoszybowcami, w 1937 r. oblatano prototyp OKA-33 jego konstrukcji. W 1938 r. przeszedł do biura konstrukcyjnego Jakowlewa do prac przy lekkim samolocie STOL OKA-58 „Aist” (tłum. 'bocian'), kopii niemieckiego samolotu Fi 156 Storch. Krótko potem zaangażował się w projekt A-7 – jednego z wczesnych szybowców do transportu wojska.

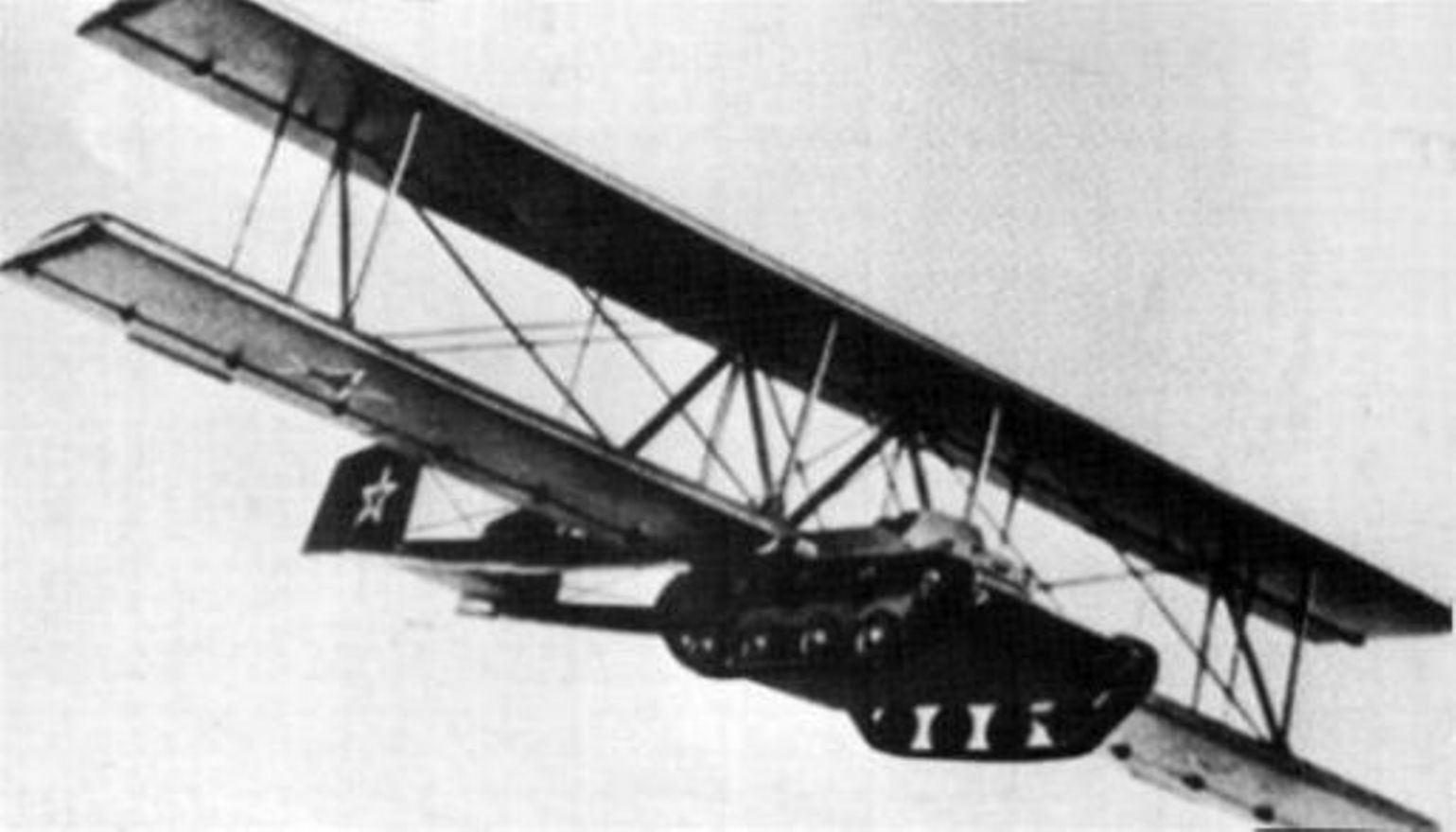
A-40 KT – latający czołg konstrukcji Antonowa

W 1941 r. Antonow skonstruował szybowiec A-40 KT, który był seryjnym radzieckim czołgiem T-60 z doczepionymi płatami nośnymi. Szybowiec miał być sterowany przez załogę czołgu poruszającą lufą i wieżyczką. W 1942 r. czołg-szybowiec KT wzbił się pierwszy raz w powietrze. Z racji skomplikowanego systemu sterowania lotem oraz braku samolotów holujących TB-3 pomysłu nie wykorzystano w czasie II wojny światowej.
W 1946 r. w Nowosybirsku utworzono biuro konstrukcyjne Antonowa, któremu powierzono zadanie skonstruowania samolotu przeznaczonego dla rolnictwa. W 1947 r. biuro zostało przeniesione do Kijowa, tam kontynuowano prace konstrukcyjne w wyniku których powstał An-2. Z racji swej uniwersalności była to konstrukcja, która ugruntowała pozycję Antonowa wśród radzieckich konstruktorów lotniczych. W kolejnych latach otrzymał polecenie opracowania lekkiego samolotu dwusilnikowego, co zaowocowało zbudowaniem An-8 z napędem turbośmigłowym. Za ten samolot jego zespół konstrukcyjny został wyróżniony nagrodą państwową. Na bazie An-8 powstał pasażerski An-10, który w 1958 r. został zaprezentowany na Międzynarodowym Salonie Lotniczym w Paryżu.
W 1960 r. Oleg Antonow uzyskał stopień doktora nauk technicznych. Na bazie An-10 powstał w jego biurze czterosilnikowy An-12, który wyróżniał się zasięgiem wynoszącym kilka tysięcy kilometrów, hermetyzowaną kabiną oraz obszerną ładownią zdolną pomieścić kilka ton. Opracowanie tej maszyny przyniosło zespołowi Antonowa w 1962 r. Nagrodę Leninowską. W kolejnych latach zespół Antonowa opracowano udany samolot pasażerski An-24, który zbudowano również na potrzeby wojska w wersji An-24T. Rozwinięciem tej maszyny był transportowy An-26, w którym zastosowano tylną rampę załadowczą umożliwiającą wjazd pojazdów z płyty lotniska do ładowni samolotu.
W lutym 1965 r. w biurze Antonowa zbudowano An-22, który był wówczas największą maszyną tego typu na świecie. Został zaprezentowany na XXIV Międzynarodowym Salonie Lotniczym w Paryżu. Od 1978 r. Antonow posiadał tytuł profesora, a w 1981 r. został akademikiem Akademii Nauk ZSRR. W latach 80. XX w. w jego zespole zaprojektowano samolot An-72 o cechach samolotu STOL, powstała również jego cywilna wersja oznaczona jako An-74. Na bazie An-22 opracowano czterosilnikowy ciężki samolot transportowy An-124.
W 1972 r. wydano w języku polskim wspomnienia Antonowa Dziesięć razy od początku w tłumaczeniu Jana Rybickiego.

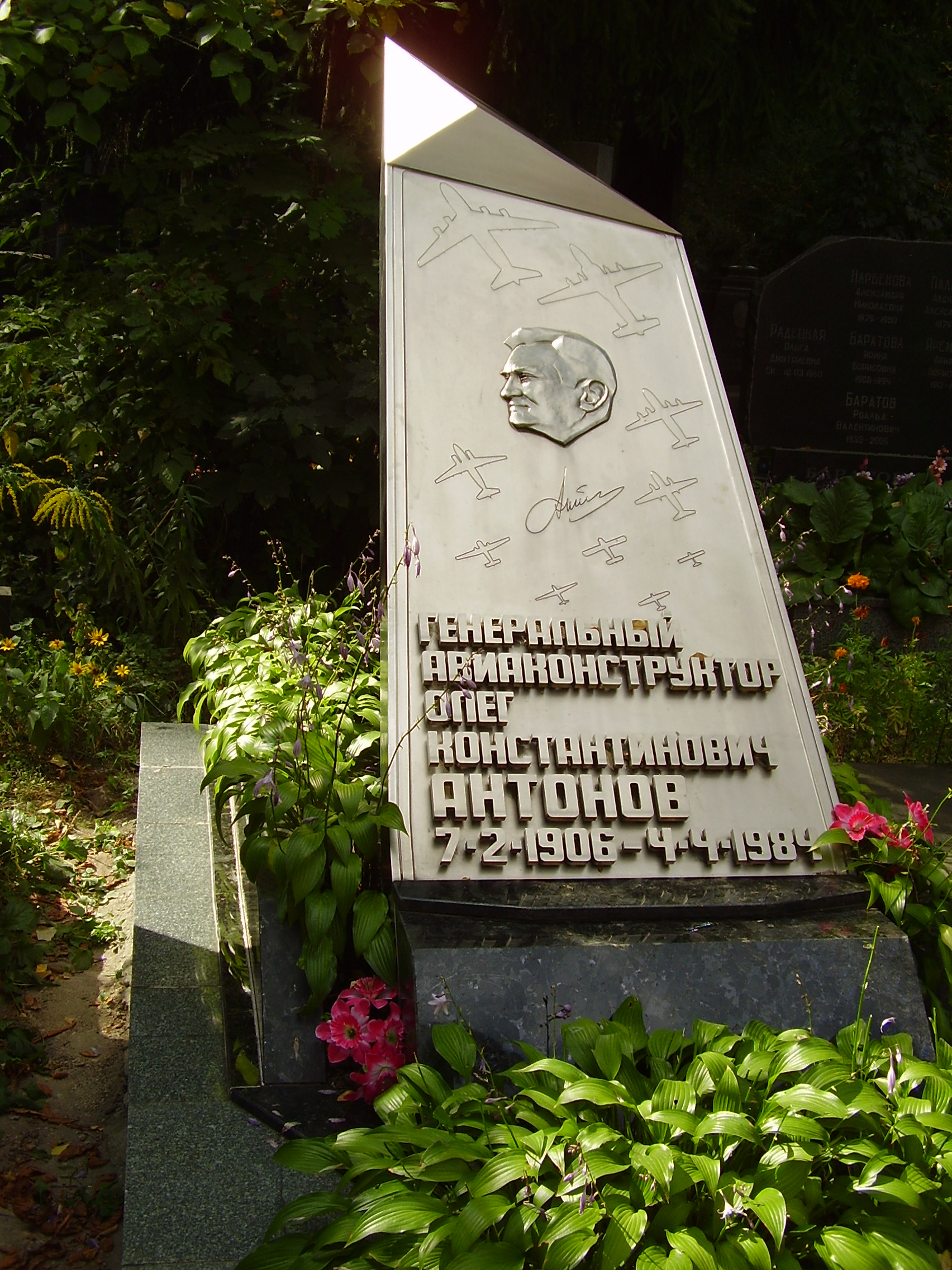
Grób Olega Antonowa

Zmarł 4 kwietnia 1984 r. w Kijowie, został pochowany na tamtejszym cmentarzu Bajkowa.

## Rozwój
Pod przewodnictwem Antonowa powstały:
- szybowce: Dove, Rot Front-1, Rot Front-2, Rot Front-3, Rot Front-4, A-1, A-7, A-11, A-13, A-15;
- samoloty transportowe: An-8, An-12, An-26, An-22 „Antey”, An-32, An-72, An-124 Rusłan, An-74;
- samoloty wielozadaniowe: An-2, An-14 „Pszczoła”, An-30, An-28, An-3;
- samoloty pasażerskie: AIR-19, An-10 i An-24.

## Upamiętnienie
7 lutego 2018 r., w 112. rocznicę urodzin Olega Antonowa nadano jego imię Państwowemu Muzeum Lotnictwa w Kijowie.

## Ordery i odznaczenia
Oleg Antonow został odznaczony i uhonorowany m.in.:
- Złotym Medalem „Sierp i Młot” Bohatera Pracy Socjalistycznej,
- Orderem Lenina – trzykrotnie,
- Orderem Rewolucji Październikowej,
- Orderem Czerwonego Sztandaru Pracy,
- Orderem Wojny Ojczyźnianej I klasy,
- Nagrodą Stalinowską (1952),
- Nagrodą Leninowską (1962).

## Galeria

Konstrukcje biura Antonowa
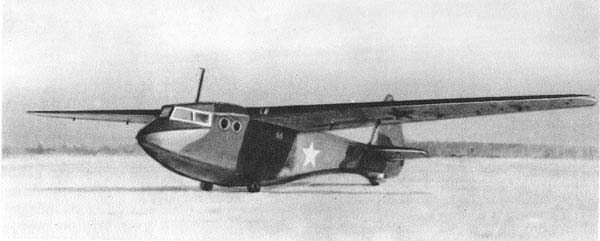
Lekki szybowiec desantowy A-7 z okresu II wojny światowej
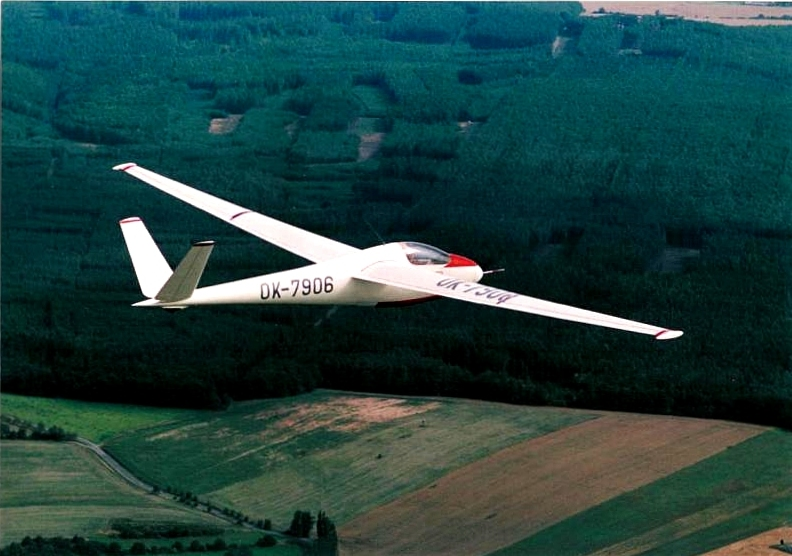
Całkowicie metalowy szybowiec A-15
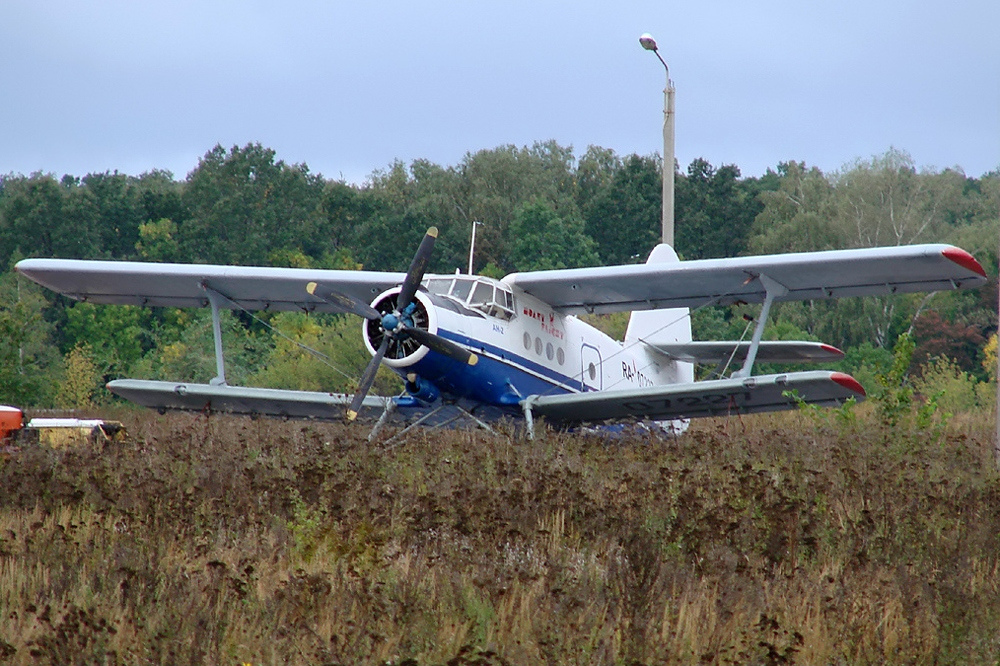
Lekki samolot wielozadaniowy An-2
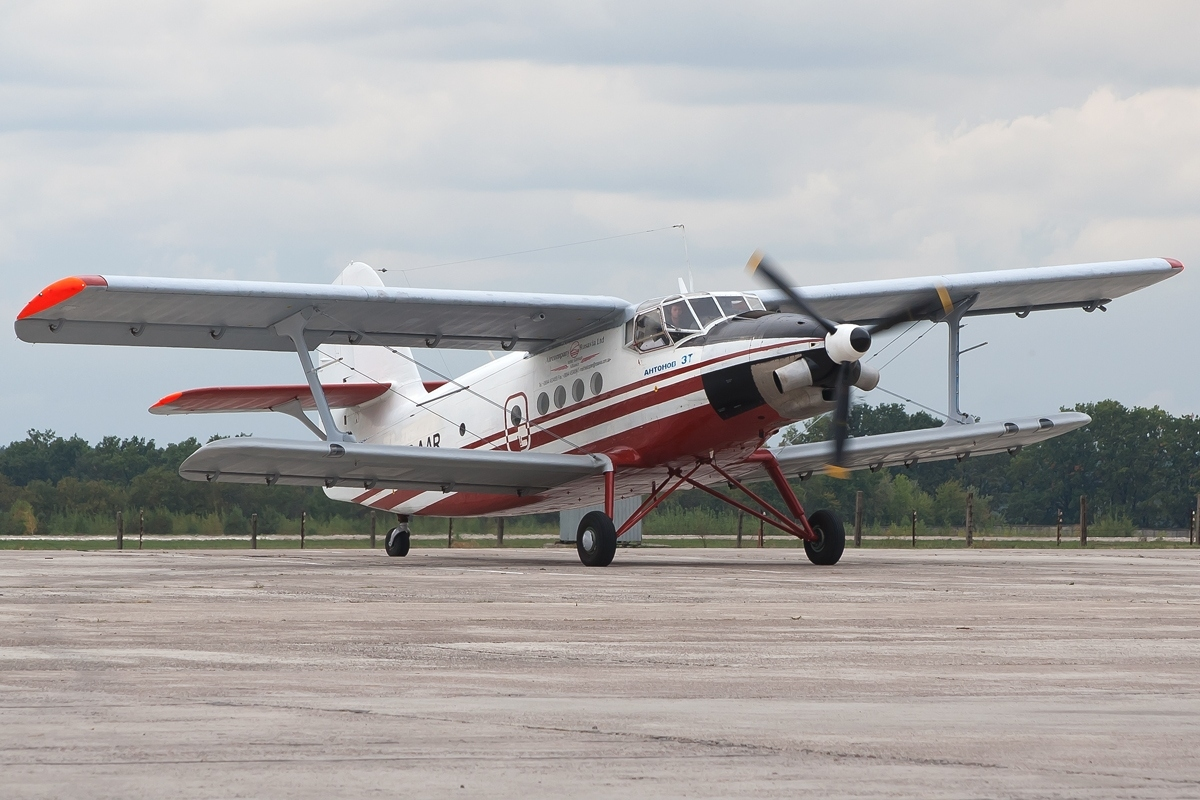
Lekki samolot wielozadaniowy An-3
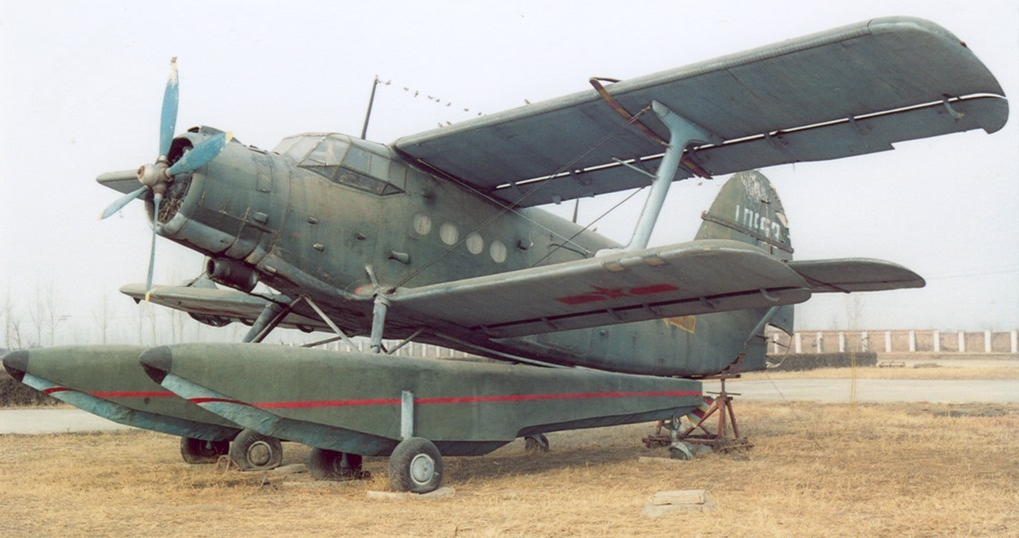
Lekki samolot transportowy An-4
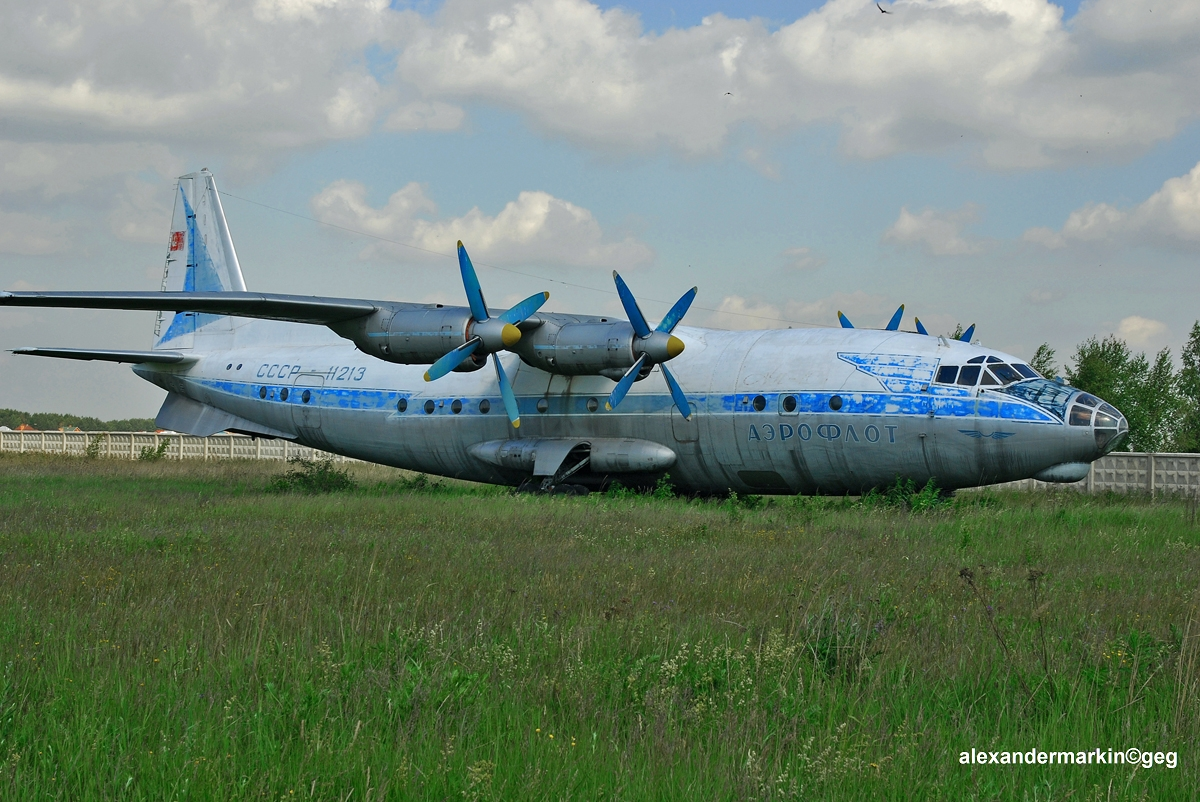
Średniodystansowy samolot pasażerski An-10
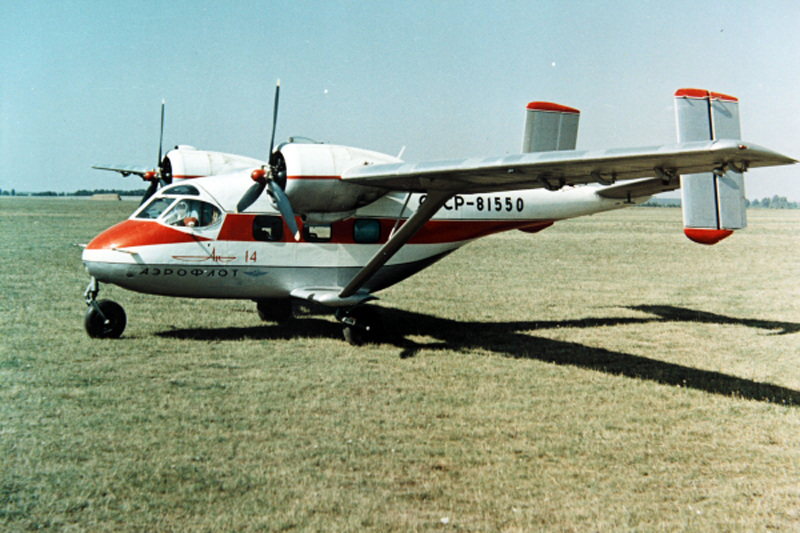
Samolot transportowy An-14
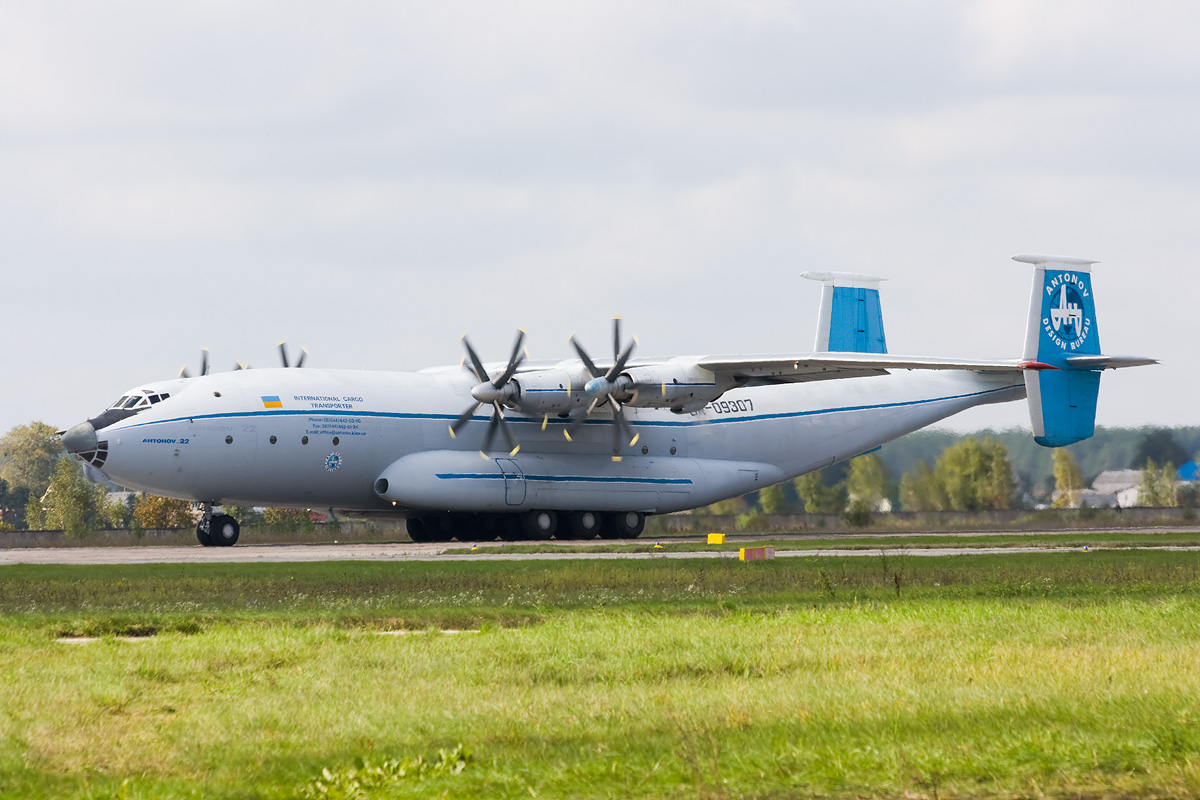
Samolot transportowy An-22
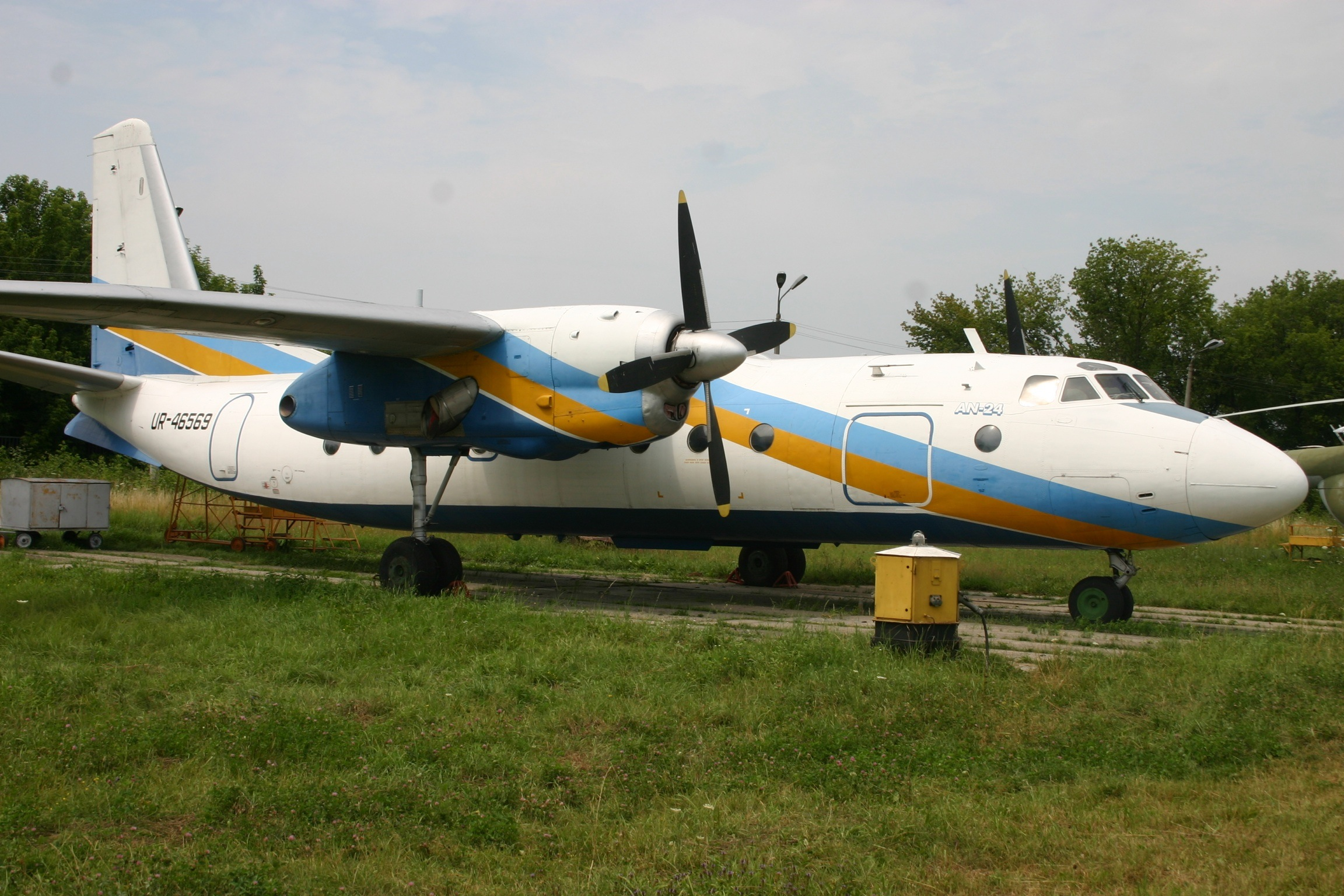
Pasażerski samolot turbośmigłowy An-24
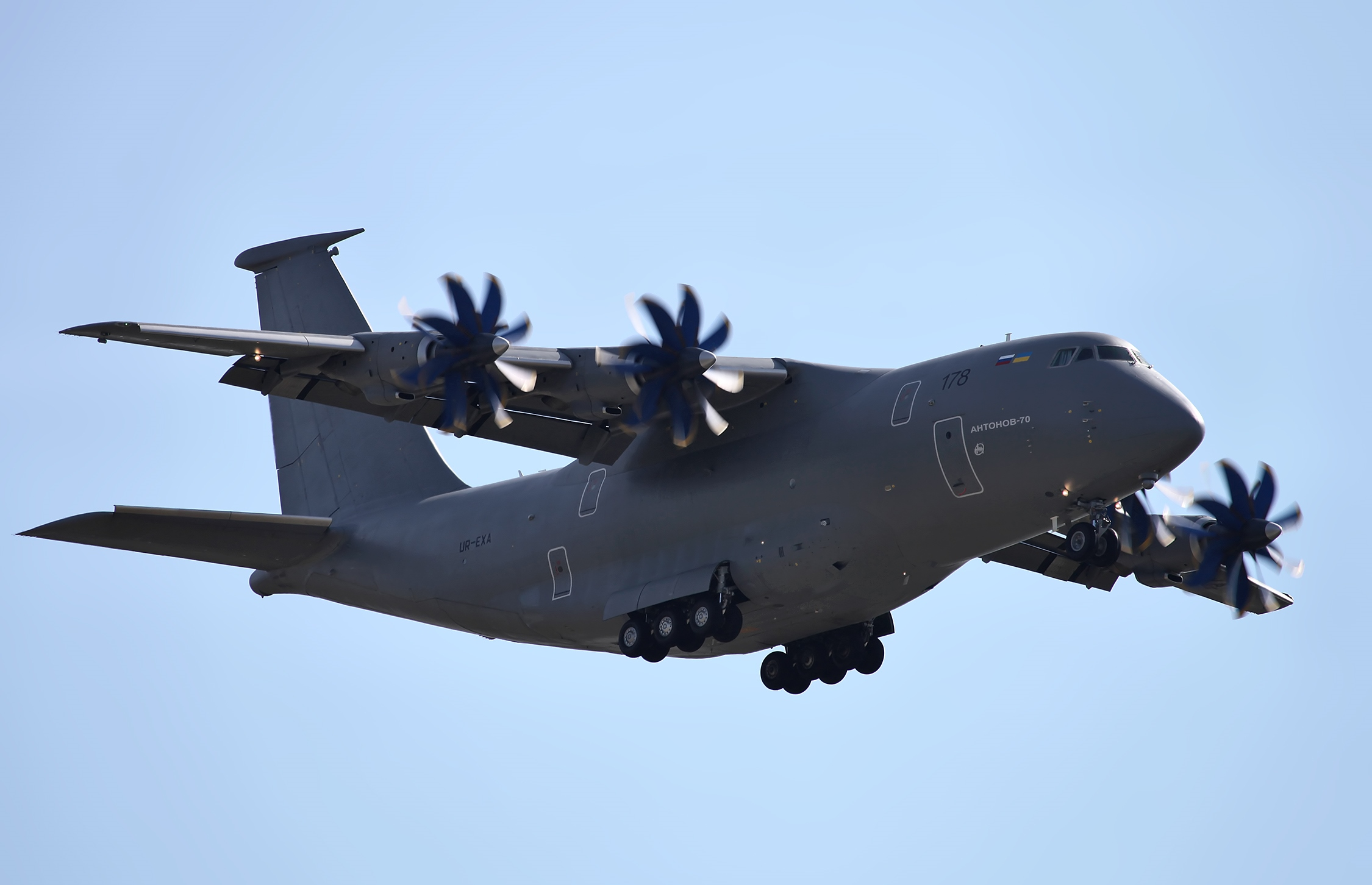
Wojskowy samolot transportowy An-70
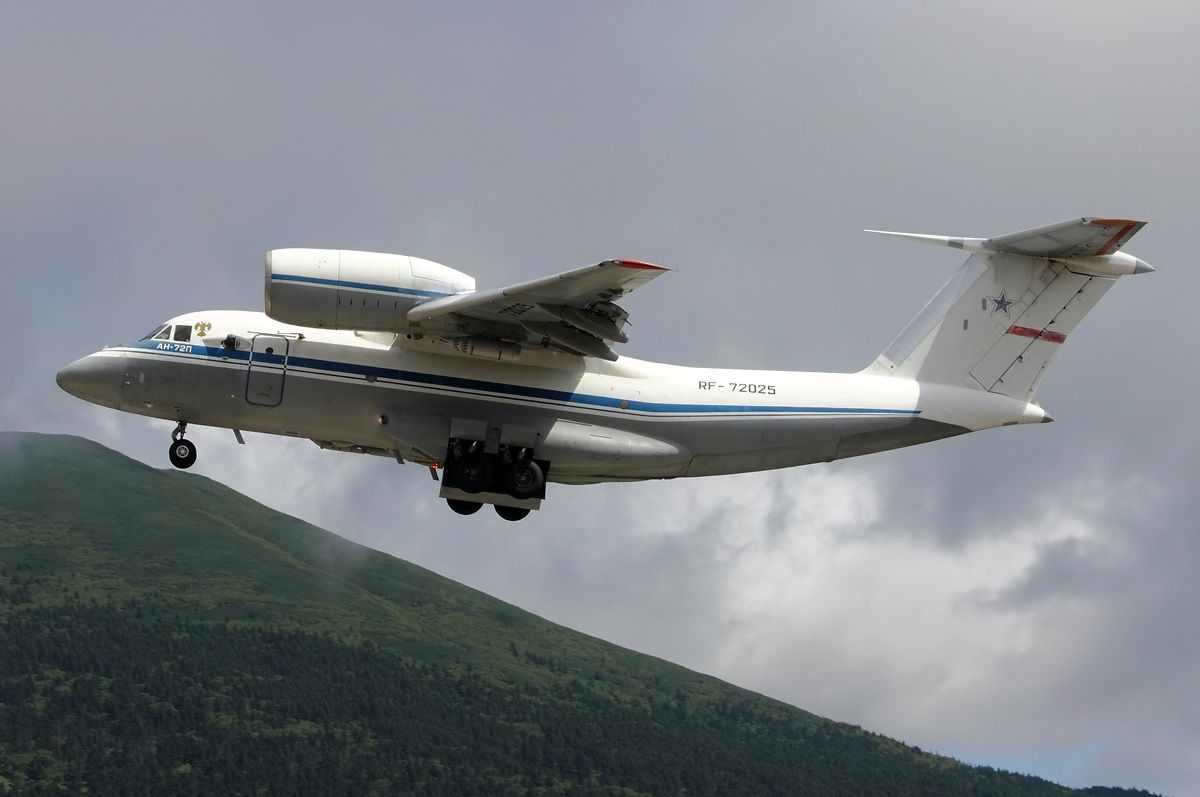
Wielozadaniowy samolot transportowy An-72
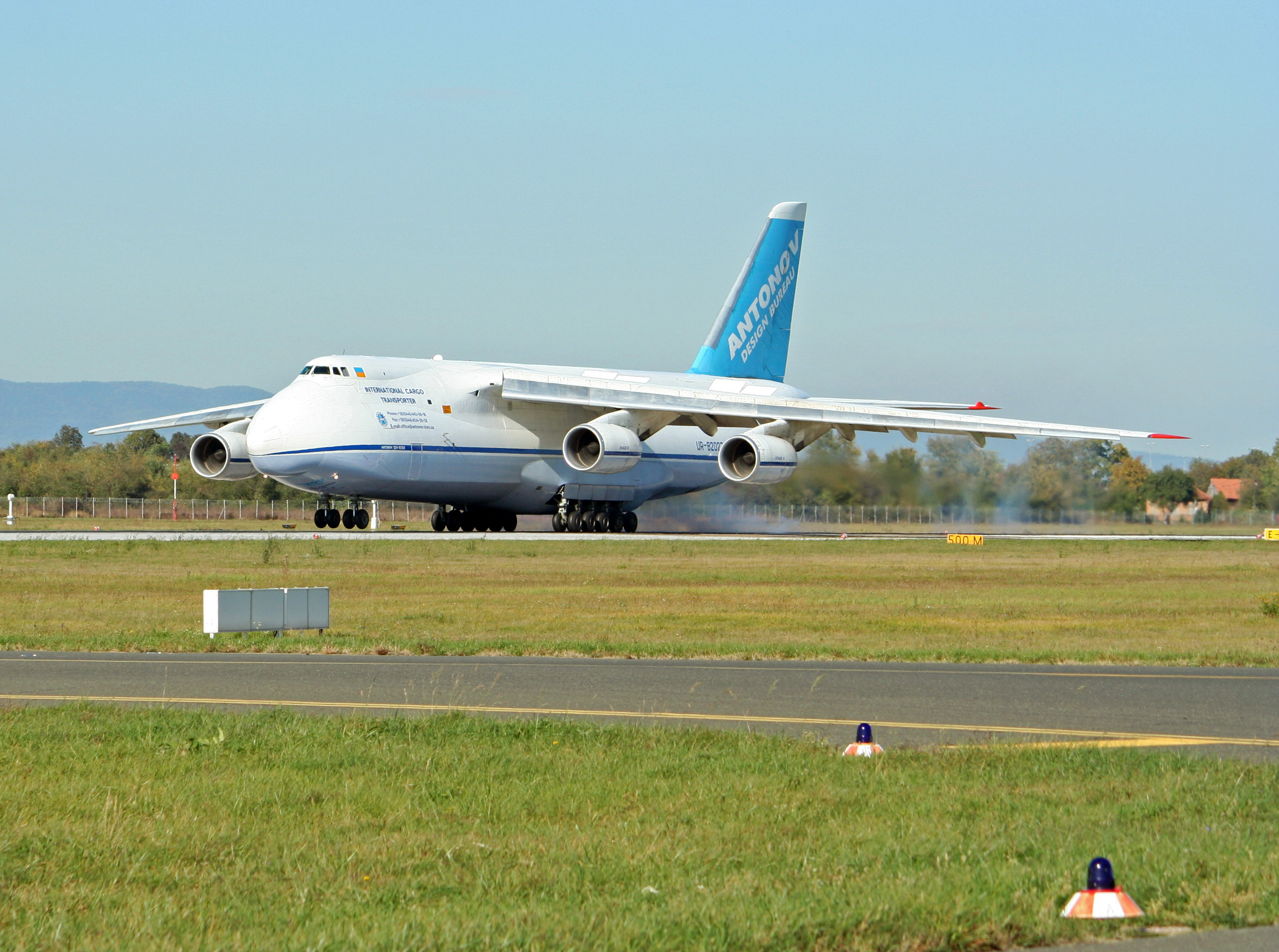
Największy produkcyjny samolot transportowy na świecie An-124-100